# Philip J. Klass

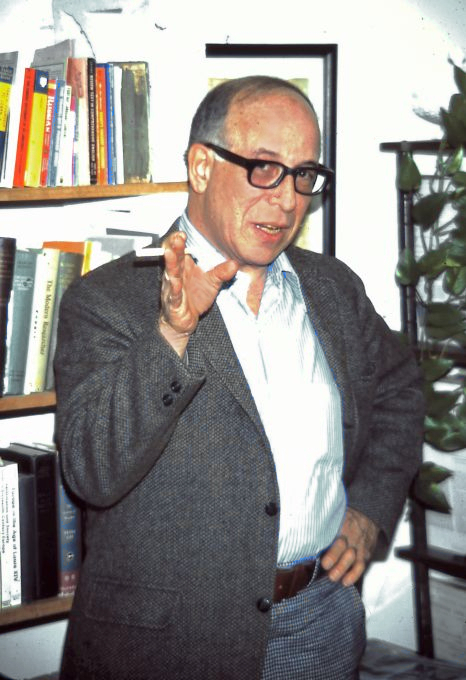
Philip J. Klass (1977)

Philip Julian Klass (* 8. November 1919 in Des Moines; † 9. August 2005 in Merritt Island) war ein US-amerikanischer Elektroingenieur und Journalist. Er war einer der bekanntesten UFO-Skeptiker der USA und Mitbegründer des Committee for Skeptical Inquiry, damals Committee for the Scientific Investigation of Claims of the Paranormal.
Die Person Klass und seine Veröffentlichungen auf dem Gebiet der UFO-Forschung riefen sehr unterschiedliche Reaktionen hervor. Sie reichten von „Sherlock Holmes der Ufologie“ bis „ein besessener Spinner, der zur UFO-Debatte außer Lärm, seltsamer Rhetorik, pseudowissenschaftlicher Spekulation und Rufmord wenig beigetragen hat“ (Jerome Clark).
Am 2. Februar 1999 wurde der Asteroid (7277) Klass nach ihm benannt.

## Werke
- UFO’s – identified. Random House, New York 1968, ISBN 0-394-45003-5.
- Secret sentries in space. Random House, New York 1971, ISBN 0-394-46972-0.
- UFO’s explained. Random House, New York 1974, ISBN 0-394-49215-3.
- UFO’s: the public deceived. Prometheus Books, Buffalo 1983, ISBN 0-87975-322-6.
- UFO abductions: a dangerous game. Prometheus Books, Buffalo 1989, ISBN 0-87975-509-1.
- Bringing UFOs Down to Earth. CSICOP, Buffalo 1994, ISBN 1-57392-148-3.
- The real Roswell crashed-saucer coverup. Prometheus Books, Amherst 1997, ISBN 1-57392-164-5.